# Caladenia latifolia
Espèce
Classification phylogénétique
Caladenia latifolia est une espèce de fleur de la famille des Orchidaceae.
Elle est assez fréquente dans les forêts claires d'eucalyptus de tout le sud de l'Australie.
La plante possède une seule feuille caulinaire, enfermée dans une gaine à sa base. La hampe florale longue et fine porte de une à trois fleurs avec cinq tépales rosés sensiblement égaux.
C'est une espèce difficile à cultiver.